# ديكستر غوردون
ديكستر غوردون (بالإنجليزية: Dexter Gordon)‏ (و. 1923 – 1990 م) هو ملحن، وعازف ساكسفون، وعازف جاز أمريكي، ولد في لوس أنجلوس، توفي في فيلادلفيا، عن عمر يناهز 67 عاماً، بسبب قصور كلوي.

## جوائز وترشيحات
حصل على جوائز منها:
جوائز
- جائزة غرامي لأفضل مقطوعة جاز منفردة (1987)
- جائزة ديفيد دي دوناتيلو لأفضل ممثل أجنبي [الإنجليزية]‏، عن عمل: حوالي منتصف الليل (1987)

ترشيحات
- جائزة الأوسكار لأفضل ممثل، عن عمل: حوالي منتصف الليل (1986)
- جائزة غولدن غلوب لأفضل ممثل - فيلم دراما، عن عمل: حوالي منتصف الليل (1986)
- جائزة الجمعية الوطنية الأمريكية لإنجازات الملونين لأفضل ممثل سينمائي [الإنجليزية]‏، عن عمل: حوالي منتصف الليل (1987)

ترشح لـ:
- جائزة ديفيد دي دوناتيلو لأفضل ممثل أجنبي [الإنجليزية]‏، عن عمل: حوالي منتصف الليل (1986)
- جائزة الجمعية الوطنية الأمريكية لإنجازات الملونين لأفضل ممثل سينمائي [الإنجليزية]‏، عن عمل: حوالي منتصف الليل (1986)
- جائزة غرامي لأفضل مقطوعة جاز منفردة، عن عمل: The Other Side of Round Midnight [الإنجليزية]‏ (1986)
- جائزة الأوسكار لأفضل ممثل، عن عمل: حوالي منتصف الليل (1986)
- جائزة غولدن غلوب لأفضل ممثل - فيلم دراما، عن عمل: حوالي منتصف الليل (1985).

## وصلات خارجية
- ديكستر غوردون على موقع IMDb (الإنجليزية)
- ديكستر غوردون على موقع الموسوعة البريطانية (الإنجليزية)
- ديكستر غوردون على موقع ميوزك برينز (الإنجليزية)
- ديكستر غوردون على موقع إن إن دي بي (الإنجليزية)
- ديكستر غوردون على موقع أول ميوزيك (الإنجليزية)
- ديكستر غوردون على موقع ديسكوغز (الإنجليزية)
- ديكستر غوردون على موقع قاعدة بيانات الفيلم (الإنجليزية)

- ديكستر غوردون في قاعدة بيانات الأفلام على الإنترنت